# Parti de la communauté caïmanienne
Le Parti de la communauté caïmanienne (en anglais : The Caymanian Community Party ; abrégé en TCCP) est un parti politique aux îles Caïmans dirigé par André Ebanks.

## Histoire
Le contexte de la formation du parti intervient le 31 octobre 2024, après la décision du vice-Premier ministre André Ebanks ainsi que quatre autres ministres de quitter la coalition gouvernementale du Mouvement populaire uni (en) (UPM) dirigée par Juliana O'Connor-Connolly, à la suite d'inquiétudes concernant notamment la parité au sein du gouvernement mais aussi des désaccords sur des sujets représentant un risque pour l'environnement des îles. Plus précisément, cela concerne le projet de loi modifiant la Loi sur la conservation nationale, qui proposait de supprimer les évaluations environnementales obligatoires et d'écarter les experts scientifiques du Conseil national de la conservation,.
Le 15 janvier 2025, André Ebanks lance officiellement le Parti de la communauté caïmanienne avec les quatre ministres démissionnaires en octobre et avec l'ancien Premier ministre Wayne Panton de 2021 à 2023. Le TCCP indique avoir l'intention de présenter une liste de candidats pour les élections législatives prévue en 2025 et nomme Ebanks comme potentiel chef du gouvernement en cas de victoire.
Lors du scrutin d'avril 2025, le TCCP arrive en deuxième position en terme de voix et remporte quatre sièges comme le Parti national (CINP) — également nouvellement créé — et les candidats indépendants. Le 1er mai, le TCCP et le CINP, rejoints par trois élus indépendants, annoncent la formation d'un gouvernement de coalition baptisé « Coalition nationale pour les Caïmaniens » (National Coalition For Caymanians, NCFC), avec André Ebanks en tant Premier ministre. Ebanks et son gouvernement prêtent serment le 6 mai 2025, succédant ainsi à Juliana O'Connor-Connolly,.

## Résultats électoraux
| Année | Chef         | Voix  | %     | Sièges | Gouvernement |
| ----- | ------------ | ----- | ----- | ------ | ------------ |
| 2025  | André Ebanks | 4 953 | 26,88 | 4 / 19 | Coalition    |